# Ster van de Compagnie

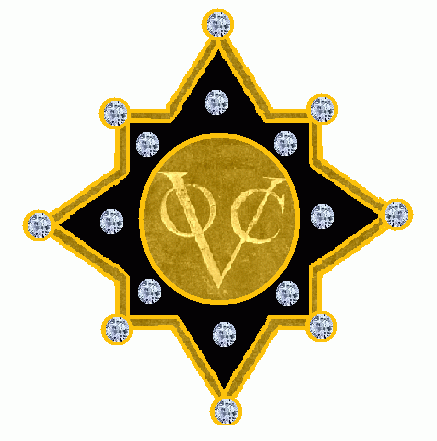
Ster van de Compagnie

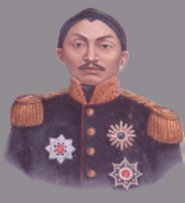
Pakoeboewono VI met de drie sterren van de Soerakartrese orden; de Hoogste Ster, de Ster van Daendels op de rechterborst en de Ster van de Compagnie

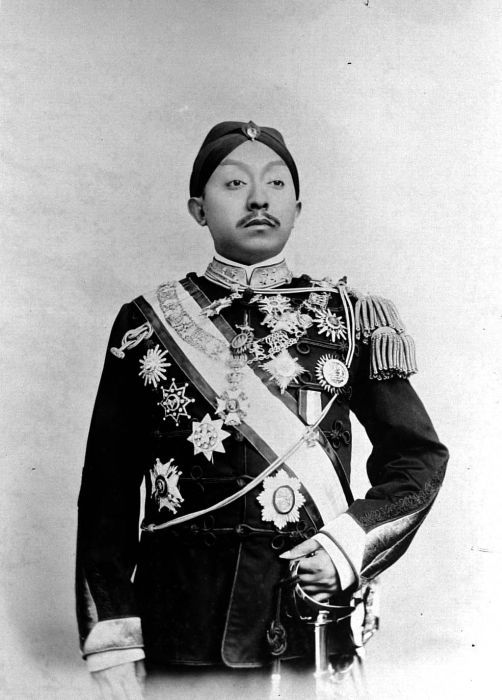
Pakoeboewono X van Soerakarta draagt de Ster van de Compagnie als tweede op zijn rechterborst

De  Ster van de Compagnie (Maleis: Bintang Kompeni) was een ridderorde in het voormalige Nederlands-Indië, ingesteld door Soesoehoenan Pakoeboewono IV van Soerakarta die een verbond met de VOC had gesloten. De Soesoehoenan kon daardoor aan de macht blijven op het onrustige Java waar de vorsten elkaar fel bestreden. Tegelijk gaf de vorst de Nederlanders de gelegenheid om hun macht op Java uit te breiden en als arbiter in de geschillen tussen de vorsten op te treden. Deze achtpuntige ster met balletjes aan de punten en korte stralen heeft in het midden een door diamanten omringd medaillon met het symbool van de VOC terwijl op de stralen een grotere ring van edelstenen is aangebracht.
Ook Pakoeboewono X van Soerakarta bleef de ster nog tot 1940 dragen.